# Минерал (округ, Западная Виргиния)
Округ Минерал (англ. Mineral County) располагается в США, штате Западная Виргиния. Официально образован 1 февраля 1866 года. По состоянию на 2012 год, численность населения составляла 27 956 человек.

## География
По данным Бюро переписи США, общая площадь округа равняется 852 км², из которых 850 км² суша и 3,6 км² или 0,4 % это водоёмы.

### Соседние округа
- Аллегейни (Мэриленд) — север
- Хампшир (Западная Виргиния) — запад
- Харди (Западная Виргиния) — юго
- Грант (Западная Виргиния) — юго-запад
- Гарретт (Мэриленд) — запад

## Население
По данным переписи населения 2010 года в округе проживает 28 212 жителей в составе 10 784 домашних хозяйств и 7 710 семей. Плотность населения составляет 32 человека на км². На территории округа насчитывается 12 094 жилых строений, при плотности застройки 14 строений на км². Расовый состав населения: белые — 96,16 %, афроамериканцы — 2,55 %, коренные американцы (индейцы) — 0,11 %, азиаты — 0,2 %, гавайцы — 0,01 %, представители других рас — 0,21 %, представители двух или более рас — 0,76 %. Испаноязычные составляли 0,58 % населения независимо от расы.
В составе 30,4 % из общего числа домашних хозяйств проживают дети в возрасте до 18 лет, 57,9 % домашних хозяйств представляют собой супружеские пары проживающие вместе, 9,7 % домашних хозяйств представляют собой одиноких женщин без супруга, 28,5 % домашних хозяйств не имеют отношения к семьям, 25 % домашних хозяйств состоят из одного человека, 11,5 % домашних хозяйств состоят из престарелых (65 лет и старше), проживающих в одиночестве. Средний размер домашнего хозяйства составляет 2,46 человека, и средний размер семьи 2,93 человека.
Возрастной состав округа: 23,4 % моложе 18 лет, 8,6 % от 18 до 24, 27,1 % от 25 до 44, 25,9 % от 45 до 64 и 15,1 % от 65 и старше. Средний возраст жителя округа 39 лет. На каждые 100 женщин приходится 95,8 мужчин. На каждые 100 женщин старше 18 лет приходится 93 мужчины.
Средний доход на домохозяйство в округе составлял 31 149 USD, на семью — 37 866 USD. Среднестатистический заработок мужчины был 32 337 USD против 20 090 USD для женщины. Доход на душу населения составлял 15 384 USD. Около 11,5 % семей и 14,7 % общего населения находились ниже черты бедности, в том числе — 21,1 % молодёжи (тех, кому ещё не исполнилось 18 лет) и 11,6 % тех, кому было уже больше 65 лет.